# Elección papal de octubre de 1187
El cónclave del 21 de octubre de 1187 fue una elección papal convocada después de la muerte del Papa Urbano III. El resultado fue la elección del cardenal Alberto Sartori di Morra, quien tomó el nombre de Gregorio VIII.

## La muerte de Urbano III y la elección del Papa Gregorio VIII
El Papa Urbano III murió en Ferrara el 20 de octubre de 1187. Sólo 13 de los 23 integrantes del Colegio cardenalicio estaban presentes en su lecho de muerte y listos para los procedimientos para elegir al nuevo papa. Había tres candidatos fuertes al trono papal: Henri de Marsiac, Scolari Paolo y Alberto di Morra. Sin embargo, Henri de Marsiac se negó a la tiara papal, mientras que Paolo Scolari fue excluido debido a que estaba gravemente enfermo en ese momento, por lo que sólo quedaba el antiguo canciller del Papa Alberto di Morra. El 21 de octubre de 1187 fue elegido Papa por unanimidad y tomó el nombre de Gregorio VIII.